# Sa'dah
Sa'dah (en arabe : صعدة Ṣa'da) est la capitale du gouvernorat de Sa'dah, au nord-ouest du Yémen. Elle est située à une altitude d'environ 1 800 mètres. Sa population en 2004 était estimée à 51 870 habitants.
La ville était connue dans l'Antiquité sous le nom Karna.
Elle était autrefois identifié avec Karna, de l'ancien royaume de Ma'in, qui est maintenant connue pour être identique à l'ancienne Qarnawu, dans le gouvernorat d'Al Jawf.
Le 20 mars 2015, trois attaques suicides visent simultanément deux mosquées contrôlées par les milices chiites houthis qui tiennent la capitale Sanaa. Une quatrième attaque a eu lieu devant la mosquée Alhadi de Sa'dah mais ne fait pas fait de victimes, les forces de sécurité ayant empêché le kamikaze d’y pénétrer.
En janvier 2022, des bombardements saoudiens contre une prison de Sa'dah font une centaine de morts. Le 28 avril 2025, une frappe aérienne de l'armée de l'air américaine frappe de nouveau l'établissement détenant des migrants africains géré par les Houthis, tuant au moins 68 personnes et en blessant 47 autres.